# Trzy spotkania
Trzy spotkania (ros. Три встречи) – radziecki film z 1948 roku złożony z trzech opowiadań w reżyserii Aleksandra Ptuszko, Wsiewołoda Pudowkina i Siergieja Jutkiewicza.

## Obsada
- Tamara Makarowa
- Boris Czirkow
- Nikołaj Kriuczkow
- Gieorgij Jumatow
- Kłara Łuczko
- Leonid Kmit